# Carl van Wegberg
Carl van Wegberg (* 26. November 1977 in Sittard) ist niederländischer Musicaldarsteller. Er ist zudem als Vocal-Coach mit der Ausbildung für Synergistisches Stimmtraining für Musical- und Populargesang tätig.

## Leben
Carl van Wegberg wurde in den Niederlanden geboren und interessierte sich schon früh für Musik. Er lernte Klavier und Klarinette zu spielen. Obwohl er zuerst sein Studium im Fach Musikmanagement mit Diplom abschloss, entschied sich der rockige Baritenor (G - c2) um und ließ sich zum Musicaldarsteller ausbilden. Zu diesem Zweck besuchte er Fontys Tanzakademie in Tilburg (Niederlande). Er trat zu Beginn seiner Karriere oft in Musicalshows auf. Seine erste Hauptrolle in einem Musical war Danny in Grease. Es folgte A Chorus Line, wo er die Rolle des Paul übernahm. Nach Deutschland führte ihn ein Engagement bei Tanz der Vampire in Stuttgart, wo er den Herbert und Alptraum mimte. In Les Misérables spielte er in Berlin an der Seite von Uwe Kröger, Vera Bolten und Kasper Holmboe die Rolle des Montparnasse. Außerdem war er als Cover für die Rollen Marius und Bamatabois besetzt. Danach kehrte er wieder nach Stuttgart zurück und spielte dort im Musical Elisabeth als Tod und Rudolf mit. Für die Tournee desselben Musicals wurde er ebenfalls engagiert, spielte aber fortan nicht mehr den Rudolf. Nach der Tour ging er nach Oberhausen zum Musical Wicked, wo er unter anderem den Fiyero spielte. In Stuttgart übernahm van Wegberg anschließend im Musical Rebecca die Rolle des Jack Favell und spielte im Ensemble. 2014 spielt er im Ensemble des Münchner Staatstheaters am Gärtnerplatz. Seit 2019 lebt Carl van Wegberg in Hamburg, wo er in der Produktion Pretty Woman im Stage Theater an der Elbe Principle Swing für die Rolle des Edward Lewis und Philip Stuckey war. Aktuell ist er in Produktionen beim First Stage Theater in Hamburg zu sehen sowie in Konzertformaten der Musical Nights von der Axel Törber Band.

## Musicals (Auswahl)
- Grease (Niederlande|Danny)
- Tanz der Vampire (Stuttgart|Herbert, Nightmare Solo)
- Elisabeth (Stuttgart in Stuttgart|Swing Cover Tod und Rudolf, Tour|Swing, Tod)
- We Will Rock You (Schweiz (Zürich), Österreich (Wien)|Bob, Galileo, Brit/Vic, Gälö/Dieter)
- Spamalot (Köln|Swing, Sir Lancelot, Sir Galahad, Schwarzer Ritter, Tim der Zauberer, Ritter vom Ni, Prinz Herberts Vater, französischer Spötter)
- Wicked (Oberhausen|Swing, Cover Fiyero)
- Rebecca (Stuttgart|Ensemble, Jack Favell)
- Tschitti Tschitti Bäng Bäng (München|Ensemble, Caractacus Potts)
- Grand Hotel (Ettlingen|Eric)
- Gefährliche Liebschaften (München|Prévan)
- Singin’ in the Rain (München|Broadway-Sänger, Begleiter von Olga Mara, Toningenieur)
- Rebecca (Stuttgart|Ensemble, Cover Jack Favell)
- Evita (Darmstadt|Juan Perón)
- Mary Poppins,  Stage Apollo Theater Stuttgart und Theater an der Elbe Hamburg (Ensemble)
- Bat Out of Hell, Stage Metronom Theater in Oberhausen, Cover Falco
- Pretty Woman, Theater an der Elbe Hamburg, Cover Edward Lewis
- Elisabeth (konzertantes Open Air), Schloss Schönbrunn (Wien),
- Footloose, First Stage Theater, Hamburg, Shaw Moore
- Der kleine Horrorladen, First Stage Theater, Hamburg, Audrey II
- Footloose, Showslot, Shaw Moore

## Belege
1. ↑  carlvanwegberg.de: Vita (Memento vom 22. August 2013 im Internet Archive)
2. ↑  carlvanwegberg.de: Persönliche Daten (Memento vom 24. Juli 2012 im Webarchiv archive.today)

| Personendaten    | Personendaten                      |
| ---------------- | ---------------------------------- |
| NAME             | Wegberg, Carl van                  |
| KURZBESCHREIBUNG | niederländischer Musicaldarsteller |
| GEBURTSDATUM     | 26. November 1977                  |
| GEBURTSORT       | Sittard                            |